# Bibbia di Alcuino
La Bibbia di Alcuino è un monumentale manoscritto miniato dei primi anni del IX secolo, custodito nel Museo del Duomo di Monza. Composto da quattrocento pagine, delle dimensioni di circa mezzo metro di altezza e di quasi quaranta centimetri di larghezza, del peso di quindici chili, è la fedele trascrizione dell'originale consegnato da Alcuino di York a Carlo Magno nell'occasione della sua incoronazione romana.
La prima completa traduzione della Bibbia in latino dall'ebraico e dal greco, la cosiddetta "Vulgata", risale al IV secolo per opera di San Girolamo. A causa delle trascrizioni successive, nel tempo erano andate creandosi delle varianti. Nell'801 il monaco benedettino Alcuino di York fu incaricato  dall'imperatore Carlo Magno di condurre una revisione della Vulgata per emendarla dagli errori e quindi riprodurne fedelmente il testo originario.
Il manoscritto di Monza è riferibile agli ultimi anni in cui Alcuino fu Abate a Tours, o forse più tardo di qualche anno. È comunque un documento molto raro, uno dei circa trenta a tutt'oggi conosciuti.